# Cmentarz żydowski w Seroczynie
Cmentarz żydowski w Seroczynie w województwie mazowieckim – znajduje się w lesie w pobliżu szkoły. Powstał w XIX wieku. Wskutek dewastacji z czasów II wojny światowej do naszych czasów zachowało się tylko kilka omszałych macew, z których najstarsza pochodzi z 1852. Zachował się też rów wyznaczający granice kirkutu. Cmentarz miał powierzchnię 0,84 ha.